# Liste schwäbischer Adelsgeschlechter/S

## S
| Name                                                             | Stammsitz                                                              | Stand | Anmerkungen zu Geschichte und Verbreitung | Mitgliedschaft in Adelsvereinigungen, Bündnissen oder Matrikeln | Links zu relevanten Bildergalerien | Wappen                  |
| ---------------------------------------------------------------- | ---------------------------------------------------------------------- | --- | --- | --- | --- | ----------------------- |
| Sachsenheim                                                      | Altsachsenheim                                                         | Ritter | Mannesstamm erloschen 1561 | Leitbracken Niederer Esel | |                         |
| Salmendingen                                                     | Burg Salmendingen                                                      | Ministerialen der Grafen von Hohenberg | wahrscheinlich ein Zweig der Herren vom Stain (Wappengenossen) | | | Neuer Siebmacher        |
| Sättelin; Sättlin                                                | Trunkelsberg, Eisenburg                                                | Patrizier | Als Patrizier in Ulm, Memmingen und Augsburg, 1455-1533 zu Eisenburg | Sankt Jörgenschild, 1488 | | Siebmacher              |
| Schächingen                                                      | Schechingen                                                            | Ritter | Stammesgenossen der Herren von Westerstetten, um 1530 erloschen | Leitbracken | | Scheibler               |
| Schad; Schad von Mittelbiberach                                  | Ulm                                                                    | Herren Patrizier Freiherren | mehrere Linien: zu Ulm (waren von 1548 bis 1803 das aktivste Ratsherrengeschlecht) zu Mittelbiberach und Warthausen (1596 ausgestorben) in Bayern (beerbten die von Mittelbiberach; wurden 1637 in den Freiherrenstand erhoben) | | | Siebmacher              |
| Scharenstetten; Scharnstetten                                    | Scharenstetten                                                         | Herren | Dienstmannen der Grafen von Helfenstein; | Leitbracken | | Siebmacher              |
| Scheer von Schwartzberg                                          | Oberhausen                                                             | Ritteradelig | | Kanton Neckar-Schwarzwald (1548–1663) wegen Dorf Hausen und Schloss Oberhausen | weitere Bilder hier | Siebmacher              |
| Scheffer                                                         | Stuttgart                                                              | Obersthofkanzler des Herzogs Karl Alexander von Württemberg | Geboren in Dinkelsbühl, Professor der Jurisprudenz in Tübingen, zeichnet 1742 mit Joh. Theodorus de Scheffern | Reichs- und erbländ.-österr. Adelsstand, Diplom von 1737 | Württembergisches Adels- und Wappenbuch | Seyler                  |
| Schellenberg                                                     | Schellenberg Wasserburg (Bodensee) Kißlegg Hüfingen                    | Reichsritter, einige Linien später Freiherren | siehe: Schellenberg (Adelsgeschlecht) | Leitbracken Sankt Jörgenschild Schwäbischer Bund Kanton Hegau-Allgäu-Bodensee Kanton Unterelsaß | | Scheibler               |
| Schenk von Castell                                               | Oberdischingen                                                         | Reichsritter Grafen | ursprünglich aus dem Thurgau als Seitenlinien: Schenk von Hohenberg und Schenk von Schenkenstein (s. u.) 1681: Reichsgrafenstand Malefizschenk: Franz Ludwig Schenk von Castell (1736–1821) | Kanton Donau Kanton Hegau Kanton Altmühl des Ritterkreis Franken | weitere Bilder hier | Siebmacher              |
| Schenk von Schenkenberg                                          | Schenkenberg                                                           | Ritter-miles-strenuus miles-dominus miles-ministerialis ecclesiae, Komtur (DO), Äbte, Abtissinnen einige Linien: Schenken von Schenkenberg altes Wappen: aufsteigender Adler über Sparren (->Amt Schenkenberg) später auch Grafen von Löwenstein-Schenkenberg -> neues Wappen: Löwe auf Dreiberg; Erbschenkenamt des Hochstifts Brixen Wappen: in Silber 3 schwarze Schrägrechtsbalken, Obereck Kanne | - 990 Wago - 1142 Erbo von Schenkenberg - 1169 Dietho de Schenkenberc erwähnt/Kloster Salem - 1243 H. de Schenkenberg - 1282 Albrecht I. von Löwenstein-Schenkenbergursprünglich aus dem Aargau, Schweiz - Schenkenberg dann auch im - Schwarzwald, Epfendorf/ Emmingen-Liptingen - Kloster Alpirsbach - Kloster St. Januarius, Murrhardt - Schenkenberg - Schenkenburg - Grafschaft Löwenstein - Ministerialenburg und Hof „Schenkenberg“, Südtirol, Völs am Schlern - Österreich - Tschechien | | Ratsitzung Graf Eberhard des Milden von Württemberg (regierte 1392–1417) mit Heinrich Graf von Löwenstein-Schenkenberg                           |                         |
| Schenk von Schenkenstein                                         | Burg Schenkenstein, Aufhausen (Bopfingen)                              | Reichsritter | verwandt mit Schenk von Castell (?) 1593 erloschen | Leitbracken Kanton Kocher (1562–1584 wegen Schloss Schenkenstein und Herrschaft Aufhausen) Kanton Altmühl des Ritterkreis Franken | | Scheibler Siebmacher    |
| Schienenstain = Schönstein                                       | Burg Schönstein bei Neuravensburg                                      | | Zweig der Herren von Praßberg | Leitbracken | | Scheibler Ingeram-Codex |
| Schnabel von Schönstein                                          |                                                                        | Adelsstand seit 1538? | im 16. Jh. in Bregenz, Mittelweiherburg | | |                         |
| Schönegg                                                         | Schönegg bei Babenhausen                                               | Reichsministerialen | | Leitbracken | | Ingeram-Codex           |
| Schöntal                                                         | Schöntaler Burg in Oberschöntal bei Backnang                           | Ritter | ausgestorbenes Geschlecht; zunächst im Raum Backnang, ab dem 15. Jahrhundert in Esslingen ansässig. | | | Alberti                 |
| Schenck von Stauffenberg                                         | Wilflingen; Lautlingen, Rißtissen, Greifenstein, Jettingen             | Reichsritter, später Schenken, Freiherren und Grafen | 13. Jhd.: Schenken der Grafen von Zollern 1471: Erwerb von Wilflingen 1698: Freiherren 1791: Grafen 1691. Greifenstein 1747: Jettingen Claus Schenk Graf von Stauffenberg | Leitbracken Sankt Jörgenschild Schwäbischer Bund Kanton Neckar (1548–1805 mit Baisingen, Eutingertal, Geislingen, Lautlingen, Margrethausen) Kanton Donau (1613 mit Rißtissen, Schatzberg, Egelfingen und Wilflingen) Kanton Kocher (seit 1527/1566 mit Amerdingen, 1572–1589 mit Katzenstein) Kanton Gebirg des Ritterkreis Franken (ab 1720) Kanton Odenwald des Ritterkreis Franken (1720–1750) Kanton Altmühl (1650–1680) Kanton Steigerwald | weitere Bilder hier | Siebmacher              |
| Schenk von Winterstetten, Herren von Schmalegg                   | Burg Winterstetten bei Winterstettenstadt Burg Schmalegg bei Schmalegg | Ministeriale Reichsritter | Konrad von Winterstetten († wahrscheinlich 1242/43) aus dem Ministerialengeschlecht Waldburg-Tanne Ulrich von Winterstetten (* vermutlich um 1225, nachweislich zwischen 1241 und 1280) | Leitbracken Sankt Jörgenschild Schwäbischer Bund Kanton Neckar (1548–1599) Kanton Kocher (1542–1584 wegen 1506 erworbener Güter in Freudental, seit 1666 wegen des 1653 erworbenen Ebersberg – 1694 wiederveräußert) | Ulrich von Winterstetten (Codex Manesse, Anfang 14. Jh.) weitere Bilder hier                                                                     | Ingeram-CodexSiebmacher |
| Schertel von Burtenbach, Schertlin von Burtenbach                | Burtenbach                                                             | Reichsritter (1532) Freiherren (1534) | 1532 wurde Sebastian Schertlin zu Burtenbach zum Ritter geschlagen und kauft sich Schloss Burtenbach. | Kanton Neckar und Kanton Kocher (17. u. 18. Jhd.); Kantone Steigerwald und Odenwald des Ritterkreis Franken (spätes 17. Jh.) | | Siebmacher              |
| Schienen, Schynau                                                | Schienen                                                               | Reichenauer Ministerialen, Reichsritter | erwähnt 1211, im Mannesstamm erloschen 1638; Gamerschwang (Do, 1435/50–1604), Moosbeuren (Do, 1425–1591), Anteil Rißtissen (Do, ?–1593) | Leitbracken Kanton Donau | | Siebmacher Scheibler    |
| Schiller                                                         | Marbach am Neckar                                                      | Freiherren | Erhebung Friedrich Schillers 1802 in den Reichsadelsstand durch Kaiser Franz II; 1845 Freiherrenstand für Karl von Schiller durch König Wilhelm I.; mit Freiherr Friedrich Ludwig Ernst von Schiller 1875 erloschen. | | | Alberti                 |
| Schilling von Cannstatt                                          | Cannstatt                                                              | Ritteradelig Freiherren | im 13. Jhd. Burgmannen auf Hohenneuffen, später in württembergischen und badischen Diensten. | Leitbracken 1542–1659 und 1722: Kanton Kocher (wegen Bodelshofen und Sulzburg) 1752 Kanton Neckar (wegen Hohenwettersbach) | | Scheibler Siebmacher    |
| Schnaitberg                                                      | Burg Schnaitberg                                                       | Ministeriale der Grafen von Dillingen | erwähnt von 1286 bis 1475; Stammes- und Wappengenossen der Herren von Roden | | | Neuer Siebmacher        |
| Schöner von Straubenhardt                                        | Burg Straubenhardt                                                     | Ritteradelig | | Sankt Jörgenschild, Teil am Neckar Schwäbischer Bund Kanton Neckar (1548–1614) | | Siebmacher              |
| Schütz von Eutingertal                                           | Eutingen im Gäu                                                        | Ritteradelig | | Gall Schütz von und zu Eutingertal, Statthalter der Herrschaft Hohenberg (von 1548 bis 1623 Kanton Neckar) | | Siebmacher              |
| Schwabsberg                                                      | Burg Schwabsberg                                                       | | ellwangische Truchsessen; erwähnt von 1147 bis 1567 | Leitbracken | | Ingeram-Codex           |
| Schwangau                                                        | Schwangau, Herrschaft Hohenschwangau                                   | Herren | erwähnt ab 1146/47, die letzten Vertreter des Geschlechts zu Hohenschwangau starben 1536, Eine uneheliche, aber vom Kaiser 1514 legitimierte Linie der Herren von Schwangau sind noch bis in das 17. Jhr. nachweisbar | Leitbracken, Sankt Jörgenschild | | Scheibler               |
| Schwelher (von Wielandstein)                                     | Wielandstein                                                           | teckische Ministerialen | | Leitbracken | | Ingeram-Codex           |
| Schwendi                                                         | Schwendi                                                               | Herren | erstmals genannt 1128 ihr bedeutendster Vertreter war Lazarus von Schwendi Linie starb 1689/1700 im Mannesstamm aus | Kanton Donau | Lazarus von Schwendi weitere Bilder hier | Siebmacher              |
| Schwenningen                                                     | Schwenningen (Donau)                                                   | Reichsritter | | Kanton Kocher | | Scheibler               |
| Schwingkrist, Schwingrist                                        |                                                                        | | dem Geschlecht entstammten ein Dompropst und zwei Domherren zu Augsburg | Leitbracken | | Ingeram-Codex Scheibler |
| Senft von Suhlburg; auch: Senft von Sulburg                      | die Suhlburg im Weiler Suhlburg bei Untermünkheim                      | Ritteradelig | Stadtadelsgeschlecht der Reichsstadt Hall mit späterem Sitz auf der Suhlburg; Nachfahren des Patriziergeschlechts der Sulmeister von Hall | Kanton Odenwald des Ritterkreis Franken Kanton Kocher mit dem 1524 erworbenen Matzenbach | | Siebmacher              |
| Sirg von Sirgenstein; Syrg von Syrgenstein; Sürg von Sürgenstein | Erst Burg, später Schloss Syrgenstein                                  | St. Galler (Ministeriale), Ritteradelig, Freiherren | seit 1304 genannt Erbteilung: Syrgenstein zu Syrgenstein (erloschen 1745) Syrgenstein zu Tannenfels (kleine Nachbarburg) Syrgenstein zu Neusummerau Syrgenstein-Raitnau Syrgenstein-Krauchenwies (erloschen 1546) Syrgenstein zu Syrgenstein und Achberg Syrgenstein-Untermoorweiler bei Wangen Syrgenstein-Oberraitnau Syrgenstein-Amtzell (erloschen 1588) Syrgenstein-Achberg (später Altenberg)                                                                                             | Sankt Jörgenschild Teil am Neckar (1488) Schwäbischer Bund Kanton Hegau (wegen Schloss Syrgenstein) Kanton Neckar- Schwarzwald Kanton Kocher (18. Jahrhundert) (wegen Altenberg) | Schloss Syrgenstein weitere Bilder hier | Siebmacher              |
| Snewlin, Schnewlin                                               | Freiburg im Breisgau                                                   | Patrizier | Au, Bollschweil, Landeck usw. | Leitbracken | | Scheibler               |
| Sperberseck                                                      | Sperberseck                                                            | Ministeriale, Ritteradelig | 1140 erstmals namentlich erwähnt Sperber von Sperberseck spätestens 1230/1240 Bau der Burg Sperberseck. Im Dienst der Zähringer und dann jeweils in Nachfolge der Herzöge von Teck und Württemberg. 1708 erlosch das Geschlecht mit Johann Philipp von Sperberseck. | Kanton Kocher mit Schnaitheim und dem Unteren Schloss in Talheim (Mitte des 16. Jhd. bis 1708) Kanton Neckar mit Unterriexingen (1681–1708) | Ratsitzung Graf Eberhard des Milden von Württemberg (regierte 1392–1417) Friedrich von Sperberseck Nr. 32                                        | Siebmacher              |
| Speth, Späth, Speth von Zwiefalten                               |                                                                        | Ritteradelig, Freiherren | Dietrich Spät | Kanton Neckar (1592–1623) Kanton Donau (im 18. Jh. mit Eglingen und Ehestetten, Gammertingen, Granheim, Hettingen, Maisenburg mit Indelhausen, Schülzburg mit Anhausen und Erbstetten, Untermarchtal und Zwiefaltendorf) Kanton Kocher (1542–1587 mit Höpfigheim, und bis Mitte des 17. Jhd. mit dem Schloss zu Dettingen) | Ratsitzung Graf Eberhard des Milden von Württemberg (regierte 1392–1417) Speth Nr. 23, Nr. 26 und Nr. 37 weitere Bilder hier                     | Scheibler Siebmacher    |
| Stadion                                                          | Stadion                                                                | Herren, Freiherren (1686), Grafen | 1197 erstmals erschienen, 1270 Walter von Stadion, 1352 Zerstörung ihrer Stammburg, 1392 Teilung in eine schwäbische und elsässische Linie, die um 1700 wieder vereint wurde; 1700 Erwerb der Herrschaft Warthausen, 1708 Erwerb der Herrschaft Thannhausen; im 17. Jhd. Teilung in ältere fridericianische Linie Warthausen (1890 ausgestorben) und jüngere philippinische Linie Thannhausen (1908 ausgestorben)                                                                               | Leitbracken Sankt Jörgenschild, Teil im Hegau Schwäbischer Bund Reichsgrafenbank: Schwäbische Grafen, sonst Ritterkreis Schwaben; Kanton Kocher (1603–1651 wegen Magolsheim), Im Ritterkreis Franken: Kanton Steigerwald (18. Jhd. wegen Hallburg und Kanton Odenwald) | Grafen von Stadion-Warthausen weitere Bilder hier                                                                                                | Siebmacher              |
| Die Stählin von Storcksburg; Stählin von Storksburg; 118; 4      |                                                                        | | Jacob von Staehlin | | | Siebmacher              |
| Stain, auch Stein, Stein zum Rechenstein                         | Burg Rechtenstein                                                      | Ritteradelig Freiherren Grafen | | Leitbracken Sankt Jörgenschild Schwäbischer Bund Kanton Neckar-Schwarzwald (1549) (wegen Harthausen), Kanton Donau (wegen Bergenweiler, Teile von Emerkingen, Ichenhausen, Teile von Niederstotzingen, Riedhausen), Kanton Kocher (wegen Bächingen) | Ratsitzung Graf Eberhard des Milden von Württemberg (regierte 1392–1417) Ulrich von Stein Nr. 25 weitere Bilder hier                             | Scheibler               |
| Stammheim                                                        | Stammheim                                                              | Ritteradelig | 1588 ausgestorben | Leitbracken Kanton Kocher (1542–1588 wegen Zazenhausen und Beihingen) | Ratsitzung Graf Eberhard des Milden von Württemberg (regierte 1392–1417) Konrad von Stammheim Nr. 35 weitere Bilder hier                         | Scheibler               |
| Staufen; Stouphen; Stouffen                                      | Staufen                                                                | zähringische Ministerialen, später Freiherren | erloschen 1602 | Leitbracken | | Scheibler               |
| Steinheim; Stainhaim; Stainheim                                  | Steinheim (Neu-Ulm)                                                    | | im 15. Jh. Waldkirch, Haldenwang, Rettenbach, Hafenhofen | Leitbracken | Bilder | Siebmacher Scheibler    |
| Sternenfels                                                      | Sternenfels                                                            | Ritteradelig | 1232 nach Sterenvils benennt sich ein Zweig der Herren von Kürnbach | Sankt Jörgenschild, Teil am Neckar Schwäbischer Bund Kanton Neckar (1548–1663) Kanton Odenwald des Ritterkreis Franken (spätes 17. Jhd.) | | Siebmacher              |
| Stetten                                                          | Stetten im Remstal                                                     | Herren | Truchsessen der Grafen von Württemberg | Leitbracken | | Scheibler               |
| Steußlingen                                                      | Burg Altsteußlingen (=Briel) und Neusteußlingen                        | | Anno von Köln, Erzbischof von Köln von 1056 bis 1075 Werner von Steußlingen (Magdeburg), Erzbischof von Magdeburg von 1063 bis 1078 Werner von Steußlingen (Münster), Bischof von Münster von 1132 bis 1151 | Leitbracken | | Scheibler               |
| Stöffeln                                                         | Stöffeln                                                               | Edelfreie | Linien Metzingen, Bonlanden, Gönningen, Justingen, im Mannesstamm erloschen 1515 | Leitbracken | | Scheibler               |
| Stoffeln, Staffel                                                | Hohenstoffeln                                                          | Ritter, traten die Nachfolge der edelfreien Herren von Stoffeln an (die ein anderes Wappen führten) | erwähnt 1316, Stammesgenossen der Herren von Homburg, erloschen 1579; Bietingen, Binningen, Weiterdingen | Leitbracken Kanton Hegau | | Scheibler               |
| Stotzingen                                                       | Niederstotzingen                                                       | Ritteradelig Freiherren | Rupprecht Freiherr von Stotzingen (•um 1540; † 24. Mai 1600) 1592 Statthalter in Niederösterreich. Stotzing im Burgenland wurde von der Familie gegründet. | Kanton Donau (1471–1790 wegen Heudorf) Kanton Neckar (16. Jhd. - 19. Jhd. wegen Geislingen, Dotternhausen und Roßwangen) | | Siebmacher              |
| Stuben                                                           | Stuben, Ortsteil von Altshausen                                        | Reichsritter | Johann Joseph Anton von Stuben (1737 württembergischer Geheimer Rat) | Leitbracken Kanton Neckar (1640–1737) | | Scheibler Siebmacher    |
| Stuben zu Dauberg                                                |                                                                        | Reichsritter | | Sankt Jörgenschild Schwäbischer Bund Kanton Hegau (im 16. Jhd.) | |                         |
| Stubersheim                                                      | Stubersheim                                                            | | belegt 1092 bis 1120 | | |                         |
| Sturmfeder                                                       | Oppenweiler                                                            | Reichsritter Freiherren | | Leitbracken | Ratsitzung Graf Eberhard des Milden von Württemberg (regierte 1392–1417) Hans Sturmfeder Nr. 28, Friedrich Sturmfeder Nr. 33 weitere Bilder hier | Scheibler               |
| Sulmetingen, Simentingen                                         | Untersulmetingen                                                       | bergische Ministerialen | erwähnt 1225, Mannesstamm erloschen 1528 | Leitbracken | | Ingeram-Codex           |
| Sulz                                                             | Sulz am Neckar                                                         | Grafen | Sulz bereits 790 erwähnt kam bereits 1278 an Geroldseck ab 1408 als Erbe von Habsburg-Laufenburg im Klettgau. 1482/97 erlangten sie vom Hochstift Konstanz Stadt und Schloss Tiengen und die Küssaburg. 1510 durch Kauf Vaduz, Schellenberg und Blumenegg. | Leitbracken | Ratsitzung Graf Eberhard des Milden von Württemberg (regierte 1392–1417) Grafen von Sulz Nr. 13 und 15 weitere Bilder hier                       | Scheibler Siebmacher    |
| Sunthausen                                                       | Sunthausen                                                             | | | Leitbracken | | Ingeram-Codex           |